# Teredinidae
Teredinidae са семейство миди. Съществуват около 60 вида. Тялото им е червеобразно, с дължина до 10 - 12 cm, във варовикова тръбица. Черупката им е на предния край, редуцирана. Живеят в ходове, които пробиват в подводни дървени съоръжения (кейови подпори) или в корпусите на дървени плавателни съдове, с което ги разрушават.

## Родове
- Bactronophorus
- Bankia Gray, 1842
- Dicyathifer
- Kuphus
- Lyrodus Binney, 1870
- Nausitoria Wright, 1884
- Neoteredo
- Nototeredo Bartsch, 1923
- Psiloteredo
- Spathoteredo Moll, 1928
- Teredo Linnaeus, 1758
- Teredora Bartsch, 1921
- Teredothyra Bartsch, 1921
- Uperotus